# Mesochorus pinarae
Mesochorus pinarae là một loài tò vò trong họ Ichneumonidae.